# 刘明忠
刘明忠（1959年1月—），甘肃榆中人。汉族。

## 生平
加入中国共产党。北京科技大学钢铁冶金专业毕业，研究生学历，工学博士，正高级工程师，国际认证高级职业经理人，享受国务院政府特殊津贴。
1982年毕业于重庆大学冶金专业，先后任中国人民解放军第2672工厂技术员、调度、调度室主任、炼铁分厂副厂长兼纪委书记、副总调度长、生产部部长、总工程师、副厂长，新兴铸管股份有限公司副董事长兼总经理、党委副书记，新兴铸管集团有限公司副总经理、常务副总、总经理、副董事长。2005年任新兴际华集团有限公司董事长、党委书记。2016年5月，兼任中国第一重型机械集团公司董事长、党委书记。
2008年，被选为第十一届全国人民代表大会。2013年，被选为第十二届全国人民代表大会河北地区代表。2018年1月，当选第十三届全国政协委员。